# مرکز فرهنگ خاورمیانه در ژاپن

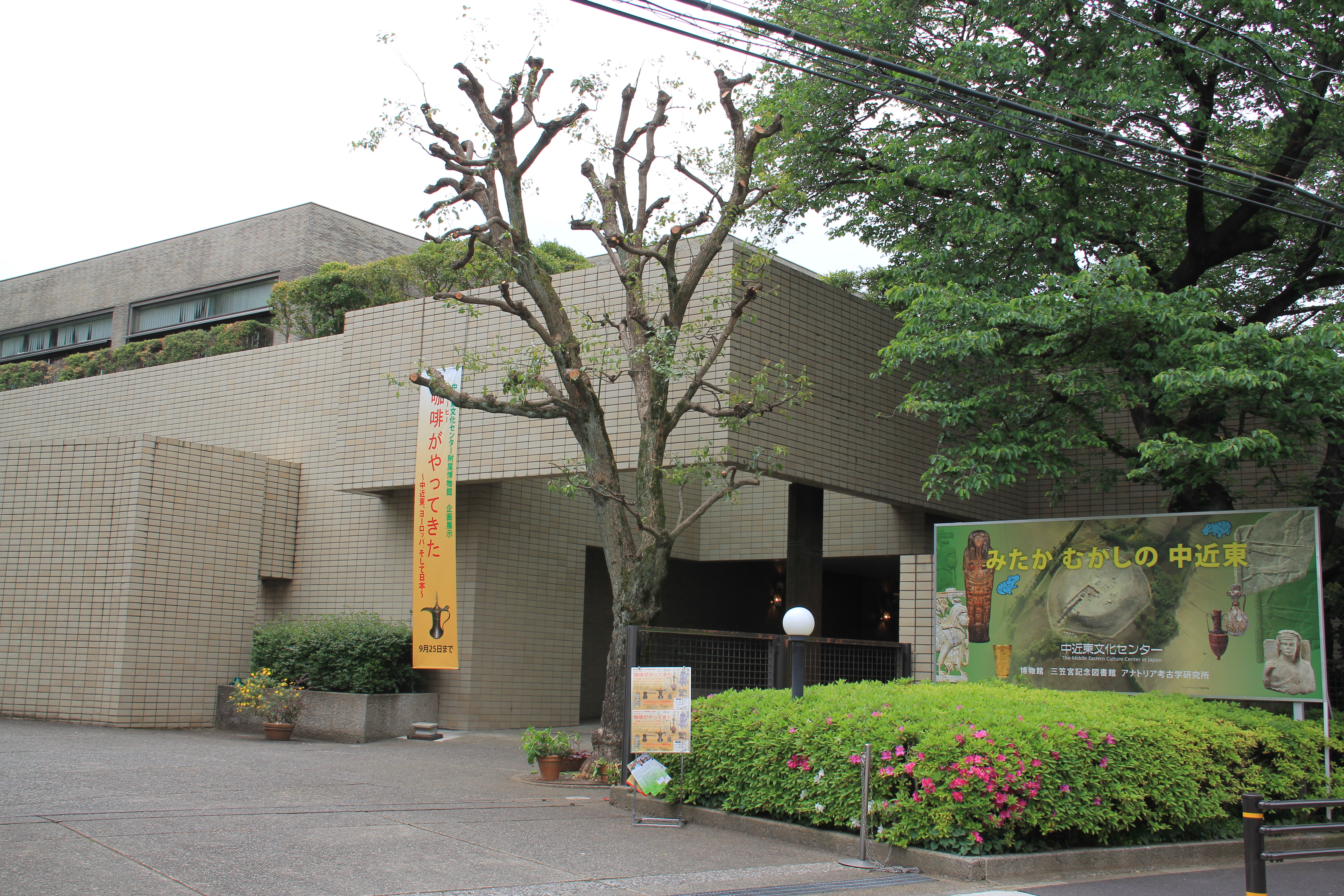
ساختمان مرکز فرهنگ خاورمیانه ژاپن

مرکز فرهنگ خاورمیانه ژاپن (به ژاپنی: 中近東文化センター) (به انگلیسی: The Middle eastern culture center in Japan) در منطقهٔ میتاکا در توکیو، پایتخت ژاپن واقع شده‌است. این موزه و مرکز تحقیقی در سال ۱۹۷۸ میلادی افتتاح شده و به تاریخ و فرهنگ خاورمیانه اختصاص دارد. در موزهٔ این مرکز اشیایی گلی، فلزی، شیشه‌ای و سکه‌های باستانی از کشورهای مختلف خاورمیانه از جمله مصر و ایران به نمایش گذاشته شده‌است. ساعت کار از ساعت ۱۰ صبح تا ۵ بعدازظهر. دوشنبه‌ها تعطیل است. ورودی ۳۰۰ ین است.

## دسترسی
- جی آر، خط چوئو-هونسن، ایستگاه موساشی ساکائی (武蔵境駅) خروج از در جنوبی سپس با اتوبوس تا ایستگاه اتوبوس نیشی نو 西野停留所
- جی آر، خط چوئو-هونسن، ایستگاه میتاکا (三鷹駅) خروج از در جنوبی سپس با اتوبوس تا ایستگاه اتوبوس نیشی نو 西野停留所